# Dee Dee
Dee Dee é um projeto belga de eurodance e trance conhecido especialmente pelo single de 2001 "Forever", que rapidamente se tornou um hit e atingiu a #12 no UK Singles Chart . O grupo é formado por Tommy Kidjemet, Christophe Chantzis & Erik Vanspauwen com os vocais de Diana Trippaers.[carece de fontes?]

## Discografia

### Singles
| Ano  | Single                                                     | Desempenho nas tabelas musicais | Desempenho nas tabelas musicais | Desempenho nas tabelas musicais | Desempenho nas tabelas musicais | Certificações | Álbum |
| Ano  | Single                                                     | UK                              | [ 2 ]                           | [ 3 ]                           | [ 4 ]                           | Certificações | Álbum |
| ---- | ---------------------------------------------------------- | ------------------------------- | ------------------------------- | ------------------------------- | ------------------------------- | ------------- | ----- |
| 2001 | "Forever"                                                  | 12                              | 38                              | –                               | 13                              |               |       |
| 2003 | "The One"                                                  | 28                              | –                               | –                               | –                               |               |       |
| 2004 | ""Pour Toujours" ("Forever" - French version)"             | –                               | –                               | 85                              | –                               |               |       |
| 2009 | ""The One 2009" (featuring Mike Nero)"                     | –                               | –                               | –                               | –                               |               | -     |
| 2010 | ""I Want You Back" (featuring Ray & Snyder)"               | -                               | –                               | –                               | –                               |               | -     |
| 2010 | ""The Day After (Will I Be Free)" (Featuring Roni Meller)" | -                               | –                               | –                               | –                               |               | -     |